# Mannschaftskader der spanischen Mannschaftsmeisterschaft im Schach 1963
Die Liste der Mannschaftskader der spanischen Mannschaftsmeisterschaft im Schach 1963 enthält alle Spieler, die in der spanischen Mannschaftsmeisterschaft im Schach 1963 mindestens einmal eingesetzt wurden.

## Allgemeines
Vier Mannschaften setzten je sechs Spieler ein, die übrigen je fünf. Insgesamt kamen somit 49 Spieler zum Einsatz, von denen 18 an allen Wettkämpfen teilnahmen.
Punktbester Spieler war Augusto Menvielle Lacourrelle (Real Madrid) mit 7 Punkten aus 8 Partien. Je 6,5 Punkte erreichten Decoroso Crespo López, Julián Ramírez (beide Chardenet Madrid) und Rafael Saborido Carré (CE Ruy López Paluzie Barcelona), wobei Crespo López 7 Partien spielte, Ramírez und Saborido Carré je 8. Kein Spieler erreichte 100 %, das prozentual beste Ergebnis gelang Decoroso Crespo López.

## Legende
Die nachstehenden Tabellen enthalten folgende Informationen:
- Nr.: Ranglistennummer
- G: Anzahl Gewinnpartien
- R: Anzahl Remispartien
- V: Anzahl Verlustpartien
- Pkt.: Anzahl der erreichten Punkte
- Partien: Anzahl der gespielten Partien

## CA Chardenet Madrid
| Nr. | Name                   | G | R | V | Pkt. | Partien |
| --- | ---------------------- | - | - | - | ---- | ------- |
| 1   | Román Torán Albero     | 3 | 5 | 0 | 5,5  | 8       |
| 2   | César Estrada Martinez | 3 | 4 | 1 | 5    | 8       |
| 3   | Julián Ramírez         | 6 | 1 | 1 | 6,5  | 8       |
| 4   | Decoroso Crespo López  | 6 | 1 | 0 | 6,5  | 7       |
| 5   | Juan Manuel Fuentes    | 0 | 0 | 1 | 0    | 1       |

## Real Madrid
| Nr. | Name                               | G | R | V | Pkt. | Partien |
| --- | ---------------------------------- | - | - | - | ---- | ------- |
| 1   | Arturo Pomar Salamanca             | 5 | 2 | 1 | 6    | 8       |
| 2   | Augusto Menvielle Lacourrelle      | 7 | 0 | 1 | 7    | 8       |
| 3   | José Sanz Aguado                   | 1 | 1 | 1 | 1,5  | 3       |
| 4   | José Ramón Arrupe Diego de Somonte | 6 | 0 | 2 | 6    | 8       |
| 5   | Juan Manuel Puento Calvo           | 1 | 4 | 0 | 3    | 5       |

## CE Ruy López Paluzie Barcelona
| Nr. | Name                      | G | R | V | Pkt. | Partien |
| --- | ------------------------- | - | - | - | ---- | ------- |
| 1   | Antonio Medina García     | 5 | 1 | 2 | 5,5  | 8       |
| 2   | Jaime Lladó Lumbera       | 4 | 2 | 2 | 5    | 8       |
| 3   | Rafael Saborido Carré     | 6 | 1 | 1 | 6,5  | 8       |
| 4   | Ramón Trias Fernández     | 3 | 0 | 1 | 3    | 4       |
| 5   | Augustín Ingelmo Iglesias | 2 | 2 | 0 | 3    | 4       |

## UGA Barcelona
| Nr. | Name                     | G | R | V | Pkt. | Partien |
| --- | ------------------------ | - | - | - | ---- | ------- |
| 1   | Alberto Perdigó          | 3 | 2 | 2 | 4    | 7       |
| 2   | Joaquín Serra Margalef   | 3 | 2 | 1 | 4    | 6       |
| 3   | Guillermo Buxadé Roca    | 4 | 2 | 1 | 5    | 7       |
| 4   | Alberto Montell Zabay    | 0 | 1 | 2 | 0,5  | 3       |
| 5   | Josep Gratovil Brugarola | 4 | 1 | 0 | 4,5  | 5       |
| 6   | Lluís Prat Gelabert      | 1 | 2 | 1 | 2    | 4       |

## CA Alcoy
| Nr. | Name                  | G | R | V | Pkt. | Partien |
| --- | --------------------- | - | - | - | ---- | ------- |
| 1   | Jesús Díez del Corral | 1 | 1 | 0 | 1,5  | 2       |
| 2   | Ricardo Calvo Mínguez | 2 | 5 | 1 | 4,5  | 8       |
| 3   | Fernando Ivañez Rico  | 1 | 2 | 3 | 2    | 6       |
| 4   | Lloréns               | 4 | 2 | 2 | 5    | 8       |
| 5   | Llorca                | 3 | 0 | 2 | 3    | 5       |
| 6   | Botella               | 0 | 3 | 0 | 1,5  | 3       |

## Ateneo Jovellanos Gijón
| Nr. | Name                    | G | R | V | Pkt. | Partien |
| --- | ----------------------- | - | - | - | ---- | ------- |
| 1   | Pablo Morán Santamaría  | 3 | 2 | 1 | 4    | 6       |
| 2   | M. Fernández            | 2 | 2 | 4 | 3    | 8       |
| 3   | José Ramón Alonso Pérez | 0 | 3 | 4 | 1,5  | 7       |
| 4   | M. Díaz Pérez           | 1 | 1 | 4 | 1,5  | 6       |
| 5   | Luis Gallego            | 1 | 1 | 3 | 1,5  | 5       |

## CA Granada
| Nr. | Name                    | G | R | V | Pkt. | Partien |
| --- | ----------------------- | - | - | - | ---- | ------- |
| 1   | César Omella Arranz     | 0 | 1 | 5 | 0,5  | 6       |
| 2   | José Jofré Jiménez      | 0 | 2 | 5 | 1    | 7       |
| 3   | Rafael Díaz Cerón       | 2 | 3 | 3 | 3,5  | 8       |
| 4   | Fernando Quesada Pastor | 3 | 1 | 4 | 3,5  | 8       |
| 5   | Bedmar                  | 1 | 1 | 1 | 1,5  | 3       |

## CA Don Bosco Madrid
| Nr. | Name                         | G | R | V | Pkt. | Partien |
| --- | ---------------------------- | - | - | - | ---- | ------- |
| 1   | José Luis Fernández González | 0 | 4 | 4 | 2    | 8       |
| 2   | Fernando López Navarro       | 2 | 2 | 2 | 3    | 6       |
| 3   | David Cuéllar Aceves         | 1 | 3 | 3 | 2,5  | 7       |
| 4   | Rafael Jiménez Urbano        | 0 | 0 | 4 | 0    | 4       |
| 5   | Claudio González Carrión     | 2 | 0 | 4 | 2    | 6       |
| 6   | Linán                        | 0 | 1 | 0 | 0,5  | 1       |

## Club Palentino
| Nr. | Name      | G | R | V | Pkt. | Partien |
| --- | --------- | - | - | - | ---- | ------- |
| 1   | A. Alonso | 0 | 5 | 3 | 2,5  | 8       |
| 2   | Sánchez   | 1 | 0 | 7 | 1    | 8       |
| 3   | Lucas     | 1 | 1 | 6 | 1,5  | 8       |
| 4   | Gómez     | 0 | 0 | 4 | 0    | 4       |
| 5   | Arribas   | 0 | 0 | 1 | 0    | 1       |
| 6   | Melero    | 0 | 0 | 3 | 0    | 3       |